# Katolska kyrkan i Lettland

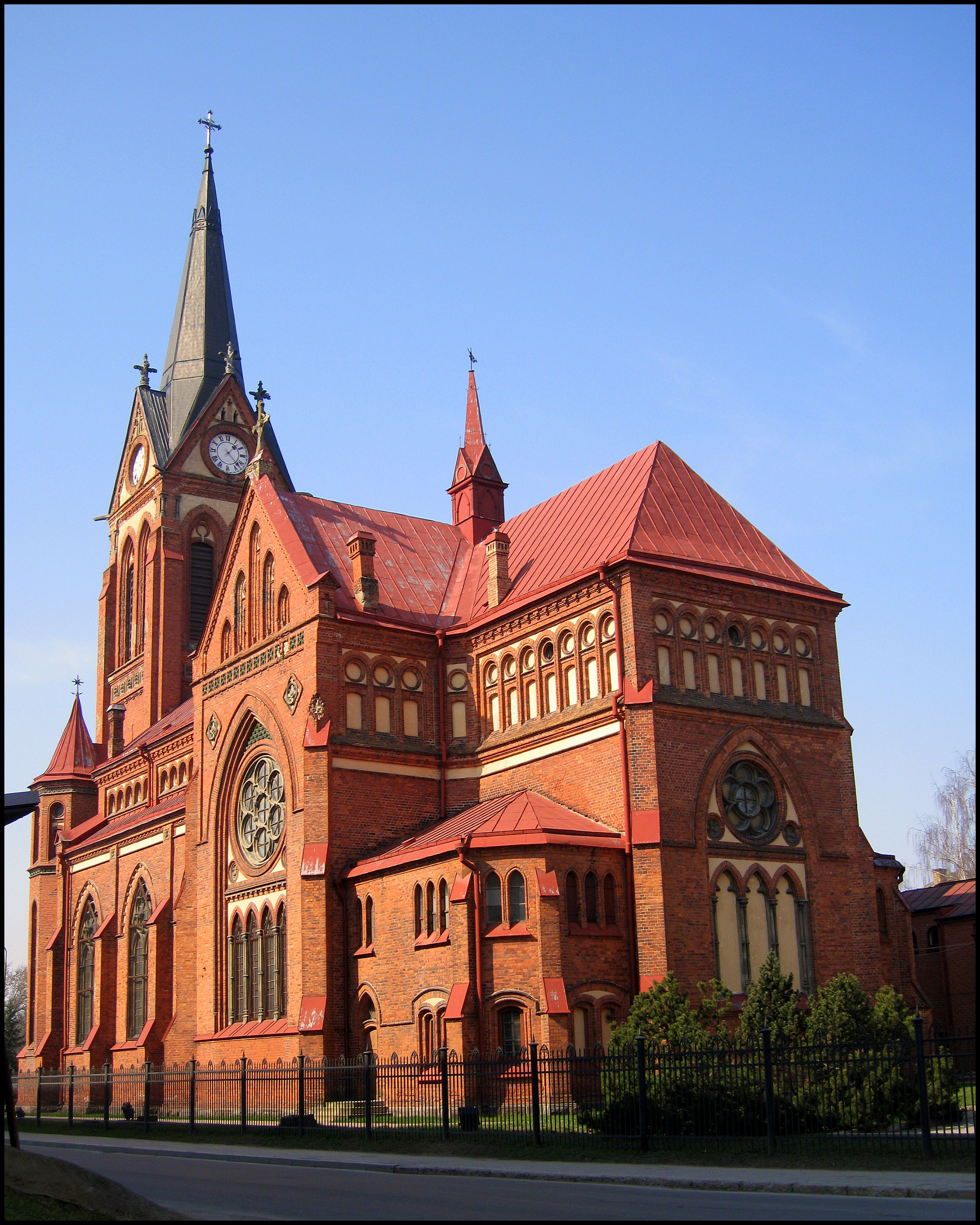
Jungfru Marias katedral i Jelgava.

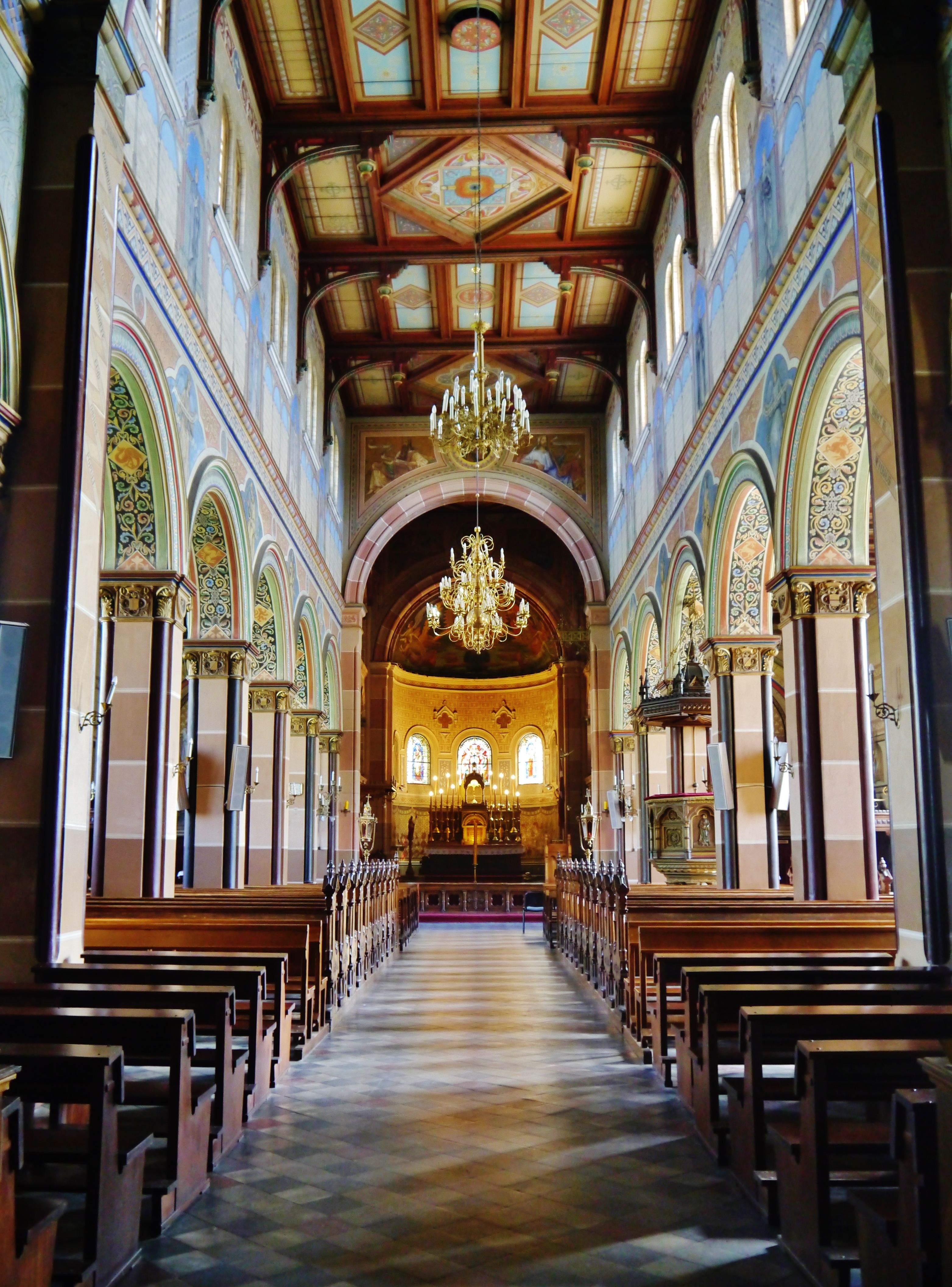
Interiören i Sankt Josefs katedral i Liepāja.

Katolska kyrkan i Lettland  (lettiska: Latvijas Katoļu baznīca) är del av den världsomspännande Romersk-katolska kyrkan, under påvens andliga ledning i Rom. Katoliker i Lettland finns främst i den östligaste regionen Lettgallen, och de flesta är etniska lettgaller.

## Historia
Den katolska kyrkan har funnits i området som nuförtiden utgör Republiken Lettland sedan mitten av 1000-talet. Då förde Knut den helige kristendomen till Kurland och Livland, och den första kristna kyrkobyggnaden byggdes 1048 i Kurland.
Biskop Albert av Riga och Svärdsriddarorden var de första som inledde ett organiserat kristnande av alla lokala folk i området i början av 1200-talet, vilket på den tiden inkluderade lettgaller, liver, seloner, kurer och semigaller. Trots detta levde den hedniska tron och relaterade sedvänjor kvar under ytterligare flera sekler.
1521 nåddes Riga av reformationen, vilket innebar en splittring av den katolska kyrkan och uppkomsten av protestantiska församlingar. Den politiska situationen gjorde att den länge svenskstyrda norra landshalvan anammade den lutherska läran och det av Polen kontrollerade Lettgallen förblev katolskt. Från början av 1700-talet kontrollerades området av kejsardömet Ryssland, vilket ledde till en delvis förryskning av Lettland och en ökning av andelen rysk-ortodoxa troende.
År 2011 var andelen katoliker i landet cirka 25 procent av befolkningen. År 2021 fanns det cirka 370 000 katoliker i landet, vilket då motsvarade 19 procent av den totala befolkningen.
I det nutida (2010-talet) Lettland samarbetar de olika delarna av kristendomen i ekumenisk samverkan. Detta sker exempelvis i framtagande av kristet undervisningsmaterial för de tre första årskurserna i motsvarande grundskolan, där landets utbildningsminister ger det slutliga godkännandet. Politiska spänningar mellan Lettland och Ryssland gjorde dock redan 2012 att samarbetet med de ortodoxa kristna i Lettland (del av Moskvapatriarkatet) utsattes för prövningar.

## Organisation
Det högsta ämbetet i den katolska kyrkan i Lettland innehades från 1991 till 2010 av kardinal ärkebiskop Jānis Pujats. Den 19 juni 2010 accepterade påven Benedictus XVI pensioneringen av ärkebiskop Pujats och utsåg samtidigt Zbigņevs Stankevičs till hans efterträdare.
Den katolska kyrkan i Lettland är uppdelad i ett ärkestift och tre stift. Under ärkestiftet i Riga finns Jelgava stift, Liepājas stift och Rēzekne-Aglona stift.